# サラディナーサ
『サラディナーサ』は、河惣益巳の漫画。白泉社の雑誌『花とゆめ』に1987年から1990年まで連載された。単行本は花とゆめコミックス（白泉社刊）から全9巻。文庫は白泉社文庫（白泉社刊）から全5巻。

## 概要
舞台となるのは、近世のヨーロッパである。フェリペ2世治下、「太陽の沈まない国」と呼ばれるスペイン、これに挑むネーデルラント、新興のイングランドのエリザベス女王らの戦いを背景に、主人公のサラディナーサの成長と活躍を描いている。

## フロンテーラ一族
カスティリア王国のカディスに本拠地を置く貴族で、公爵位を持つ。
ガレオン船を中心とした大艦隊を所有し、スペイン王国の海軍力の中枢となっていたが、レオン・エウゼビオ・デ・フロンテーラとフェリペ2世の確執からスペイン王国に叛旗を翻し、最終的にはスペインの所領を捨ててアメリカ大陸に移住する。
非常に優秀な砲手を多数揃えている。

## 登場人物
実在の人物の史実については該当記事を参照。

### 主人公
サラディナーサ・デ・フロンテーラ
第64代フロンテーラ惣領。父譲りの誇り高さと激しい気性、母譲りの見事な金髪と美貌の持ち主。1561年生の獅子座B型。
フロンテーラ一族の長としての責任と義務を強烈に自覚した人物であり、「黄金（きん）のサーラ」「姫提督」とも呼ばれる天才的な指揮官。戦艦による砲撃戦を得意とし、白兵戦主体の従来のものとは違った海戦術を持つ。
暗褐色の瞳の為、父親はレオンかフェリペ2世か不明とされ、双方ともサラディナーサは自分の娘であると信じている。作中では明記されていないが、レオンの実子である（サラディナーサとレオンはB型、フェリペ2世とマリア・ルイーサはO型）。

### 主人公の両親
レオン・エウゼビオ
第63代フロンテーラ惣領。サラディナーサの最愛の父。独眼の黒獅子／アンダルシアの黒獅子と呼ばれる。コンデス・パラシオの三男であり、長兄・次兄ともに優れた人物だったので、本来は家督相続には無縁であるとして、母・姉に盛大に甘やかされ、我儘いっぱいに育った（本人談）。気性の激しさは生来のものである。1546年生の蠍座B型（星座からは、サラディナーサ誕生時は満14歳と思われるが、作中では妻であるマリア・ルイーサの妊娠発覚時、「俺は15になったばかりだった」とある）。
13歳の時、スペイン王フェリペ2世の命により、17歳のマリア・ルイーサと政略結婚。始まりは政略結婚ではあったが、相愛になった。ルイーサが命と引き換えに生んだサラディナーサを溺愛している。
最終的に公爵位を放棄し、スペインからの離脱を宣言するが、フェリペ2世に捕らえられ、獄に入れられる。マシューの手によって脱獄し、王の執務室へ乗り込みフェリペ2世と刺し違えようとしたところを衛兵に撃たれ、止めを刺される前に自決する。独眼設定は、作者が当時ドラマ「独眼竜政宗」を見ていた為。
マリア・ルイーサ・アンナ・シャルロッテ
サラディナーサの母。ハプスブルク家の姫（架空の人物）で、神聖ローマ皇帝とスペイン王を従兄に持つ「箱入りのお姫様」。スペイン王家の政略の駒となる為、幼少時にドイツからスペインに移された薄幸の佳人。1542年生の蟹座O型。
フェリペ2世の従妹で愛人だったが、フロンテーラ一族を王家に取り込むというフェリペ2世の政略によりレオンに嫁ぎ、サラディナーサを産む。レオンに対し「わたくしが自分自身で選んだただ一人の方」と言い残して死去する。レオンの最愛の妻にして、初恋の女性。
作中ではドン・ファンの初恋の相手でもある。

### 主人公を愛する男達
ドン・ファン・デ・アウストリア
スペイン王フェリペ2世の異母弟（先王カルロス一世の庶子）。1546年生の蟹座A型。
作中ではマリア・ルイーサの面影を求めて10歳のサラディナーサに求婚。「レオンより強い人」というサラディナーサからの条件を受けてレオンと決闘、結果、レオンとサラディナーサに認められて婚約者となる。
異母兄・フェリペ2世を心から慕っているが、その人望の厚さゆえに兄に疎まれ、冷遇される。ついには暗殺されそうになり、レーヴェ・フォン・ブロンベルグと名乗ってネーデルラントの客将となる。後にエリザベス1世の謀略でフェリペ2世に囚われたサラディナーサを救うため、マドリードで挙兵し敗死。首はプエルタ・デル・ソルに晒されるが、マシューによって奪還された後、「ドン・ファン」の最大の栄光の地であるレパント沖にて水葬された。
マシュー・リカルド・ドレイク
フランシス・ドレイクの息子（架空の人物）。1559年生の牡羊座O型。フェリペ2世から、サラディナーサの護衛として派遣された海軍士官リカルド・ラ・セレナとして活動するが、実はイングランドのスパイだった。メキシコ生まれで、母はマヤの末裔。のちにフロンテーラの艦隊に加わり、最終的にはサラディナーサの夫となる。

### サフラ家
ソラヤ
レオンの姉。サラディナーサの伯母。フロンテーラ惣領家の重鎮として、レオンやサラディナーサを支える。周囲には恐れられているが、サラディナーサには優しい伯母である。かつては父や弟達同様、艦隊を率いて海に出ていた事もある。
歳の離れた末弟のレオンを溺愛していた（レオンの上に、二人の弟がいたが、事故と戦闘で相次いで死亡している）。フェリペ2世とは幼なじみでもある。
若い頃。スペインの宮廷では多数の貴公子から、「猛く 気高く 麗しく」と求婚されたが、マルティネスと結婚した事で「多くの貴公子が泣いた」（キハノ談）とのこと。
別名・フロンテーラの黒姫、暁の乙女。父の死後、フロンテーラ一族の主だった者に惣領となるよう要望されたが、「惣領はレオン」と頑なに拒否した。これは、レオンを溺愛していたからだけでなく、レオンにフロンテーラの惣領に必要な「周囲を狂奔させる熱」を見出していた為である。夫のマルティネス・サフラとともに、レオンを当主として育て上げた。
マルティネス・サフラ
ソラヤの夫。奴隷としてガレー船のこぎ手をしていた時、船を襲ったフロンテーラに助けられた。
ソラヤに恋し、剣の腕を磨いて第62代フロンテーラ惣領・コンデス＝パラシオの腹心となり、ソラヤとの結婚を一族中に認めさせた。フロンテーラ歴代随一と謳われる剣士。13歳で当主となったレオンをフロンテーラの惣領として養育し、後にカリブで戦死。
エルナン・サフラ
マルティネスとソラヤの息子（サラディナーサの従兄）。
サラディナーサを愛しているが、フロンテーラでは、惣領家は掟として従兄妹以上の近親婚を認めないため、彼女とは結婚できない立場にある。
柔和な外見に似合わず、フロンテーラ一族で五指に入る剣の使い手。銃の扱いも得意である。母とともにサラディナーサを支える。

### フロンテーラの関係者
ホセ
サラディナーサの付き人。顔は怖いがサラディナーサには甘い。
ドメニコス・テオトコプロス（エル・グレコ）
ギリシャ人画家。仕事のためドン・ファンの養母キハノの邸宅に居候していた。キハノはドン・ファンに贈るためにサラディナーサの肖像画を依頼するつもりだった。サラディナーサと知己になったエル・グレコは彼女の肖像画だけでなく、レオンの肖像画の依頼されて描き上げる。納めた絵はマリア・ルイーサの肖像画と並べて飾られた。ちなみに、レオン、サラディナーサそれぞれの肖像画は、正装したもの、本質を表現したもの、最低でも2枚描き上げている。
故郷のギリシアが大国の支配下にあることから、フロンテーラを「自由の象徴」と見做しており、それを具現化した存在であるサーラに心酔。彼女がスペインに捕らえられた際はスパイとして様々な工作を行い脱出に寄与した。いつ戦闘が起こるかもわからない艦に乗り込んででも対象をスケッチしたいと望むほど、芸術熱心な性格。

### スペイン王家と関係者
フェリペ2世
スペイン国王。作中では超大国をたった1人で切り回す孤独な帝王として描かれる。実は情に篤い部分もあり、自らが斬首させたドン・ファンや死に追いやったレオンの遺骸を埋葬するにあたり、生前、親友同士であったふたりを隣り合わせで眠らせたいと考えていた（埋葬場所は、父・カルロス1世が長逝した場所でもある）。
サラディナーサの母のマリア・ルイーサを愛したが、国王としては彼女を政略の駒として扱わねばならなかった為、レオンに嫁ぐよう命じた。しかしルイーサを諦められず、2年後の宮廷での新年の宴の際、無理矢理に陵辱した（その頃に妊娠したと診断されたサラディナーサを自分の娘と思い込み、溺愛している）。
サラディナーサへの執着のためにレオンとの確執を深めて死に追いやることになり、フロンテーラ一族の離反を招くが、その後もサラディナーサを溺愛している。スペインにいた頃、レオンには嫌がらせを繰り返したが、サラディナーサに対しては常に誠実で優しかったので、サラディナーサ自身は、元々はさほど彼を嫌ってはいず、時として好ましい人物でさえあったと吐露している。しかし、レオンを殺したことで激しく恨まれ、憎まれるようになった。
エボリの姫（アナ・デ・メンドーサ）
作中ではフェリペ2世の愛人。
その立場からレオンに嫌われていたが、誰もが自分に媚びへつらう宮廷内で、唯一生（き）のままの感情をぶつけて来た人間として、レオンを密かに愛していた。
サラディナーサがスペインに捕らえられた時、脱出に行き詰ったサラディナーサとマシューの前に現れ、道案内をした。
フェリペのレオン、ドン・ファンに対する屈折した愛情を知っている人物でもある。
サンタ・クルス侯（初代サンタ・クルス侯アルバロ・デ・バサーン）
フェリペ2世に忠実なスペイン海軍の提督で、レオンの母の弟。フェリペ2世とフロンテーラ家との板挟みになり、その対立に心を痛める。スペインにいた頃のサラディナーサも、彼を「サンタ・クルズのおじさま」と慕っていた（しかし、スペインと敵対後は、スペインの国力を削ぐ為ならあなたすら殺せると言い放った）。

### 諸外国関係者・その他
エリザベス女王（1世）
イングランド女王。小ずるい手を駆使して国力伸張に努めるしたたかな女性として描かれる。
フィディル
サラディナーサとマシューの息子。父親と同じ黒髪の持ち主。物語のラストシーンで登場した。
マウリッツ
北部ネーデルランド反乱軍司令官・ウイリアムの息子。レーヴェを慕っていて、彼からかつてエル・グレコが描いたサラディナーサの肖像画を託される。マシューから簡単なものではあるが、爆弾の作り方を教わっており、衛兵に追われるマシューを救うために使用。マシューからドンファンの首級を託され、サーラに届けた。
フランシス・ドレイク
マシューの父親。イングランドを拠点に活動する、海賊団の頭領。
物語中盤に世界一周旅行から帰国。マシューがサラディナーサと再会する直前にエリザベス女王から「ナイト」の称号を授与された。
マシューがイングランドを捨てて、フロンテーラに加わった際にはショックで落ち込む。彼がドン・ファンの首級を持ち去り、スペイン側に捕えられた際の引渡し直前にはサラディナーサに「息子を助けて…」と懇願。
コーネリアス・ホーキンス
マシューの従兄弟で、ジェフリーの末弟。士官学校時代から、エリザベス1世のお気に入り。
初対面からマシューとの相性は最悪（ジェフリー談）で、メキシコ系クォーターであるマシューを蔑みの目で見ており、会えばいつもケンカが絶えない。
ジェフリー・ホーキンス
マシューの従兄弟で、フランシス・ドレイク率いる海賊団の一人。マシューの守り役的存在。
キハノ夫人
ドン・ファン（レーヴェ）の養母で、故・カルロス1世の信頼厚い臣下だった。
ドン・ファンがフェリペ2世に対して反乱を起こし、処刑された後にプエルタ・デル・ソルに晒された時にはショックで悲鳴を上げて、倒れてしまう。
パルマ公（アレッサンドロ・ファルネーゼ）
フェリペ2世の甥で、現在（連載当時）はフランドル総督。
当時サラディナーサと婚約していたドン・ファンの暗殺を密かに命じられていたが、彼の人間性に魅せられ、中々手出しできずにいた。だが、フロンテーラ一族がスペインから去り、ドン・ファンを暗殺する事を決断。戦場で戦死に見せかけて暗殺しようとしたが、マシューの妨害で失敗に終わる。
「仕損じた上逃亡されたとあっては、国王陛下に申し開きもできぬな」と、兵士達の中からドン・ファンに似た者を探し出させ、影武者として時間稼ぎをしていた。その後、正式に死亡公告を出す。

## 書誌情報
- 河惣益巳 『サラディナーサ』 白泉社〈花とゆめコミックス〉、全9巻
  1. 1988年5月25日発行、ISBN 4-592-11283-0
  2. 1988年10月25日発行、ISBN 4-592-11284-9
  3. 1989年2月25日発行、ISBN 4-592-11285-7
  4. 1989年8月25日発行、ISBN 4-592-11286-5
  5. 1989年12月25日発行、ISBN 4-592-11287-3
  6. 1990年2月25日発行、ISBN 4-592-11288-1
  7. 1990年4月25日発行、ISBN 4-592-11289-X
  8. 1990年7月25日発行、ISBN 4-592-11290-3
  9. 1990年10月25日発行、ISBN 4-592-11295-4

- 河惣益巳 『サラディナーサ』 白泉社〈白泉社文庫〉、全5巻
  1. 1997年3月14日発売、ISBN 4-592-88271-7
  2. 1997年3月14日発売、ISBN 4-592-88272-5
  3. 1997年3月14日発売、ISBN 4-592-88273-3
  4. 1997年6月13日発売、ISBN 4-592-88274-1
  5. 1997年6月13日発売、ISBN 4-592-88275-X